# Cayo Herradura
Cayo Herradura, también llamada alternativamente Isla Palomino, es una isla del Mar Caribe, que pertenece administrativamente a las Dependencias Federales de Venezuela y que está integrada o forma parte de la Dependencia Federal Isla La Tortuga. Posee una superficie estimada en 32,6 hectáreas (equivalentes a 0,326 kilómetros cuadrados)

## Ubicación
Se encuentra en el Caribe venezolano cerca de la costa del Estado Miranda, al norte de la isla principal (Isla La Tortuga) y entre otros 2 cayos cercanos Los Tortuguillos al oeste y Los Palanquines al este.

## Características

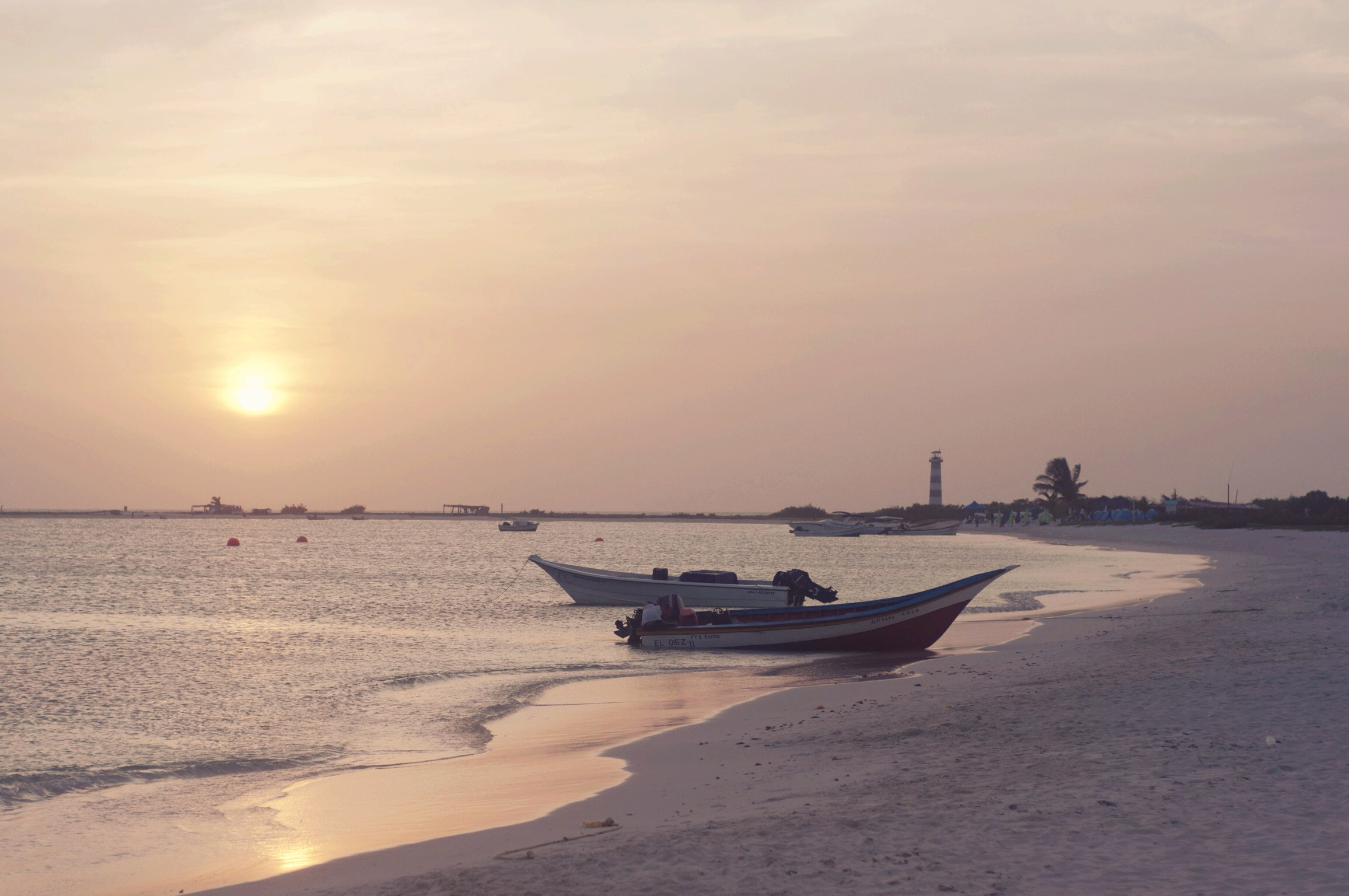
Atardecer en el Cayo Herradura, Venezuela

Es uno de los tres cayos o islas separados de la isla principal (Isla La Tortuga) por un canal de unos 2,5 km de anchura y 4 a 5 m de profundidad, este cayo está situado más al norte y tiene apariencia de una lengua de arena conocida por su forma como La Herradura. De unos 1600 m de longitud, su ancho varía entre 60 y 400 m, posee algunas zonas pobladas por arbustos bajos, y su hermosa y tranquila playa interna forma una bahía donde suelen llegar visitantes a bordo de veleros y lanchas con fines de esparcimiento. También llegan grupos de buceo que desde este punto realizan pequeñas incursiones a las barreras de coral y a los taludes del sur de la isla principal.
Otra de sus atracciones son las Estrellas marinas que abundan por el lugar, solo está habitada por pescadores que se ubican en unas pequeñas rancherías. Aunque su nombre indica que es una solo isla en realidad se trata de una isla principal con un pequeños islotes circundantes.

## Turismo
Es uno de los cayos más conocidos cercanos a la isla La Tortuga. Todos los años es visitado por decenas de veleros, lanchas y yates atraídos por la belleza de sus playas y la tranquilidad de sus aguas, es posible acampar en esta isla, es posible acceder a ella tomando botes en la ciudad costera cercana de Higuerote.
El Ministerio de Turismo de Venezuela permite el establecimiento de campamentos turísticos en dos llugares específicos. Cayo Herradura del lado Oeste de la Isla, y Punta Delgada en el lado Este.

### Museo de Piedras
Al este de Cayo Herradura se encuentra el llamado "museo de Piedras" que está conformado por diversas acumulaciones de rocas que han dejado los turistas y locales a través de los años usando las piedras que se hallan en la propia isla.